# Библиотека Портика
Библиотека Портика, Портик или Библиотека и Галерея Портика на Мосли-стрит в Манчестере — это независимая библиотека по подписке.
Здание выполнено в неогреческом стиле архитектором Томасом Харрисоном из Честера, и построено между 1802 и 1806 годами. Здание занесено в Список национального наследия Англии как класс Памятник II *, внесённый в список 25 февраля 1952, и был описан как «самое изысканное маленькое здание в Манчестере».
Библиотека была основана в результате собрания бизнесменов Манчестера в 1802 году, на котором было принято решение основать «институт, объединяющий преимущества редакции и библиотеки».
Посещение четырьмя горожанами Атенеума в Ливерпуле вдохновило их на создание аналогичного заведения в Манчестере. Деньги были собраны за счёт 400 подписок от мужчин из Манчестера, а библиотека открылась в 1806 году.
Библиотека, в основном ориентированная на литературу XIX века, была спроектирована архитектором Томасом Харрисоном, который являлся также архитектором здания ливерпульского лицея, и построена одним из основателем библиотеки строителем Дэвидом Беллхаусом. Его первый секретарь Питер Марк Роже начал здесь свой известный словарь тезаурус Роже.
Сегодня первый этаж арендует паб «The Bank», получивший своё название от банка Афин, который сдал его в аренду в 1921 году. Библиотека занимает то, что стало первым этажом, с входом на улицу Шарлотт-стрит.

## Архитектура

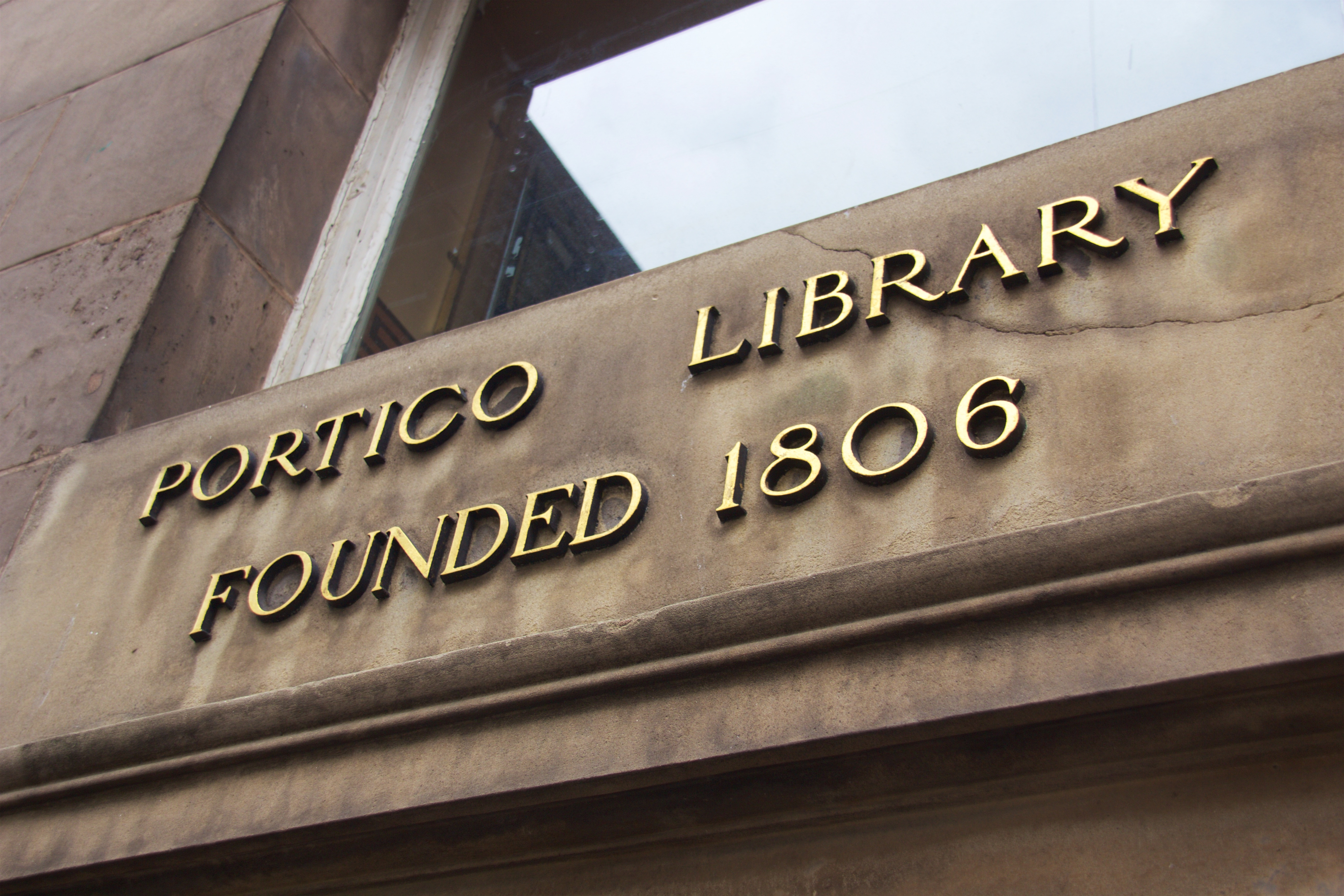
Вывеска над входом в библиотеку

Библиотека была первым зданием, выполненным в стиле неогреческом стиле в городе. Его интерьер был вдохновлён Джоном Соуном. Библиотека имеет прямоугольный план и построен из блоков тёсаного песчаника на угловом участке 57 на Мосли-стрит. Здание имеет два этажа, подвал и крышу.
Его фасад на Мосли-стрит имеет трёхпролётную лоджию с фронтоном с четырьмя ионическими колоннами, поставленными немного вперёд, и ступеньками между колоннами. Под лоджией две входные двери и три квадратных окна на уровне первого этажа.
Фасад на Шарлотт-стрит имеет вход в лоджию с квадратным окном наверху и ещё одним на первом этаже. Травея колоннады из ионических полуколонн имеет высокое окно на первом этаже. Мансардный этаж за парапетом с пилястрами . Первоначально читальный зал находился на первом этаже, а библиотека занимала оставшуюся часть первого этажа и галерею в мезонине. Примерно в 1920 году на уровне галереи был установлен потолок со стеклянным куполом, чтобы отделить новых арендаторов от того, что осталось от библиотеки.

## Премии, проводимые библиотекой
Библиотека Портика вместе со своими культурными партнёрами и спонсорами в течение года проводит серию литературных премий. Целью премий является чествование писателей и поэтов из Северной Англии и других стран.
Премия «Портик» в области литературы была учреждена в 1985 году и присуждается раз в два года художественному или поэтическому произведению, а также научно-популярному произведению, действие которого происходит полностью или в основном на севере Англии.
В 2015 году библиотека учредила премию Сэди Мэсси в честь молодых писателей Северо-Запада Англии.
Таким образом, на сегодняшний день библиотека присуждает премии:
- Portico Prize
- Portico Sadie Massey Awards.

## Известные читатели библиотеки
Первым председателем библиотеки был Джон Ферриар, а секретарём — Питер Марк Роже.
Среди других известных членов:
- Джон Дальтон,
- преподобный Уильям Гаскелл[англ.],
- сэр Роберт Пиль
- Эрик Кантона[4].

## Галерея

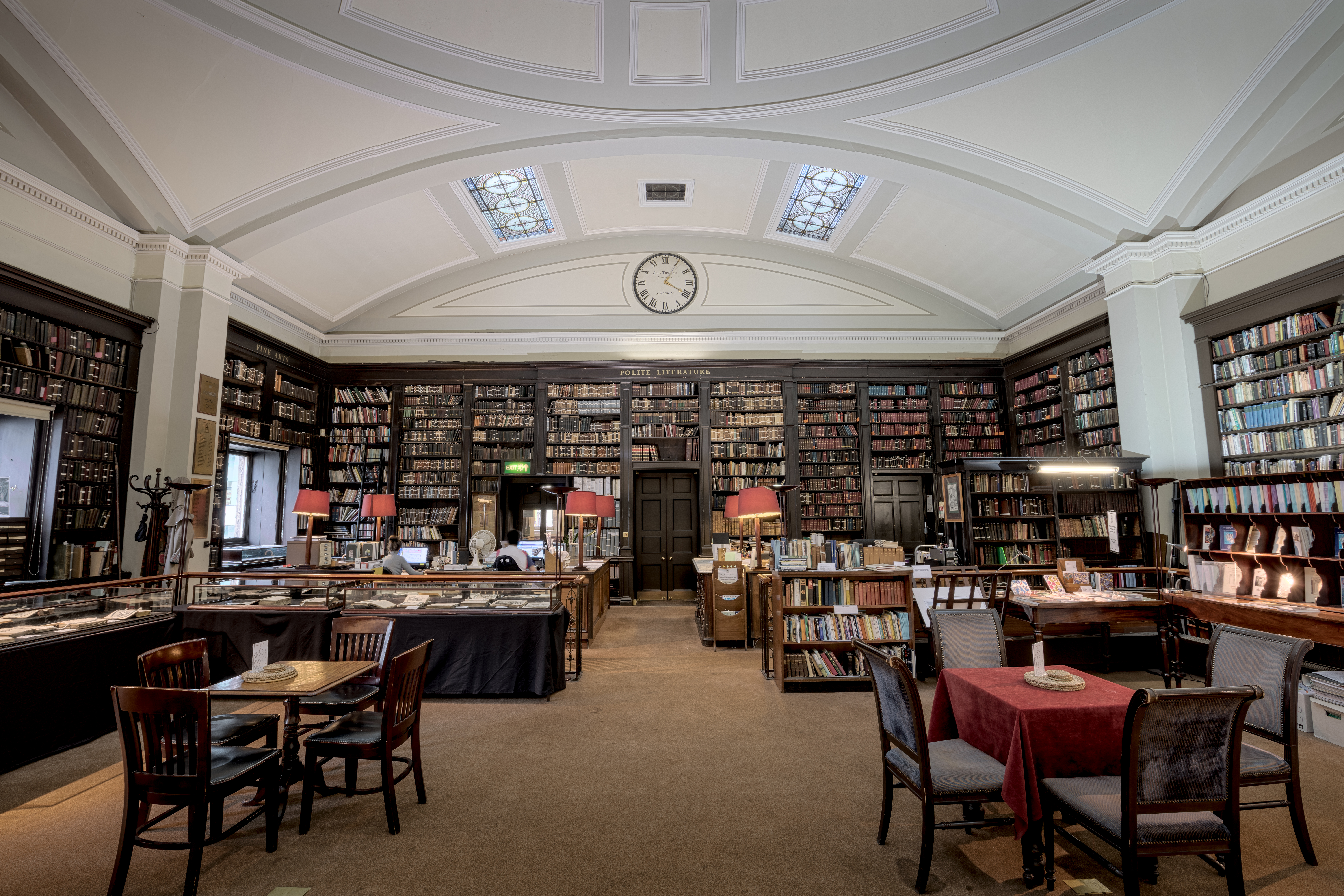
Главная Комната
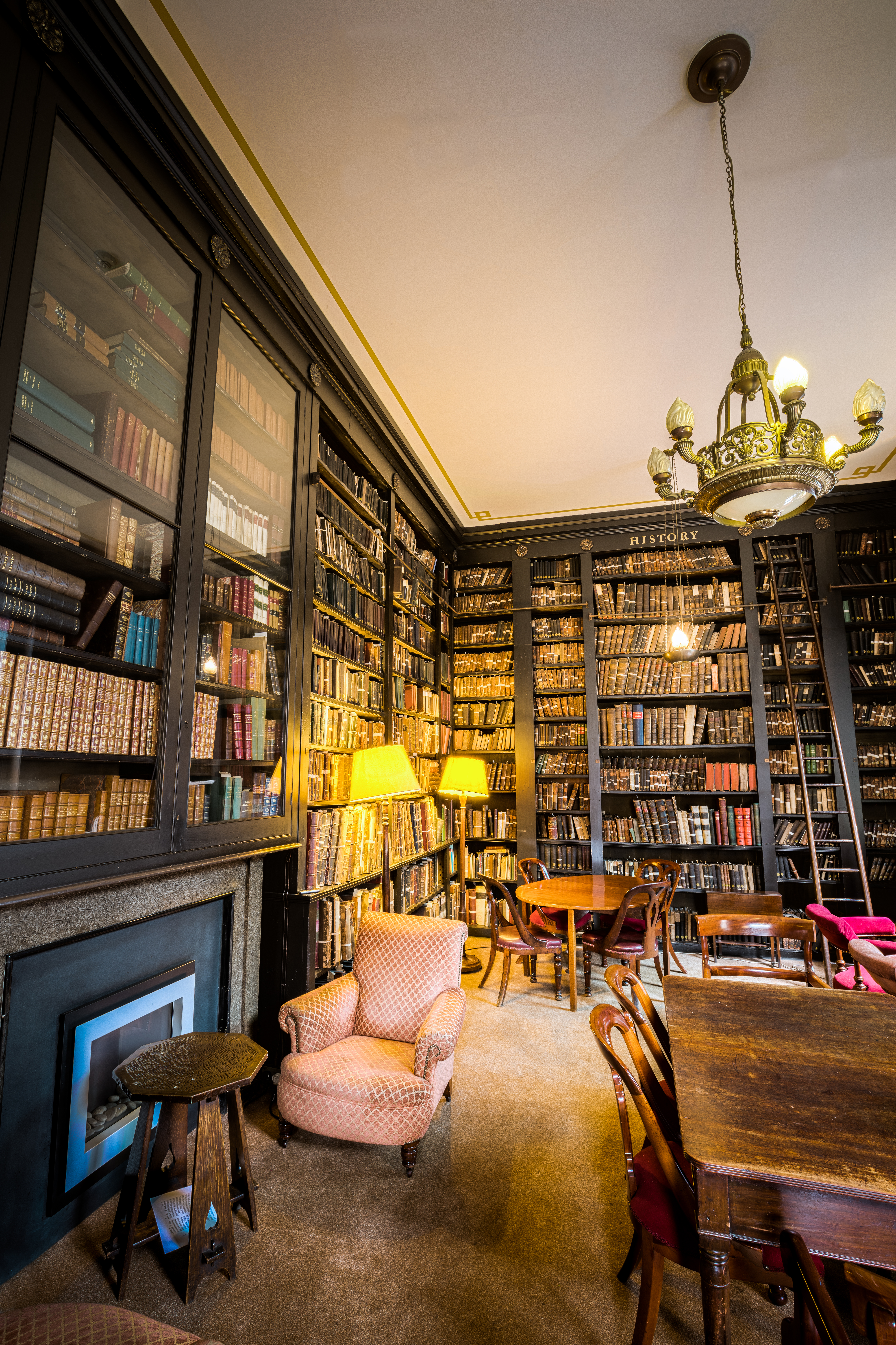
Читальный зал
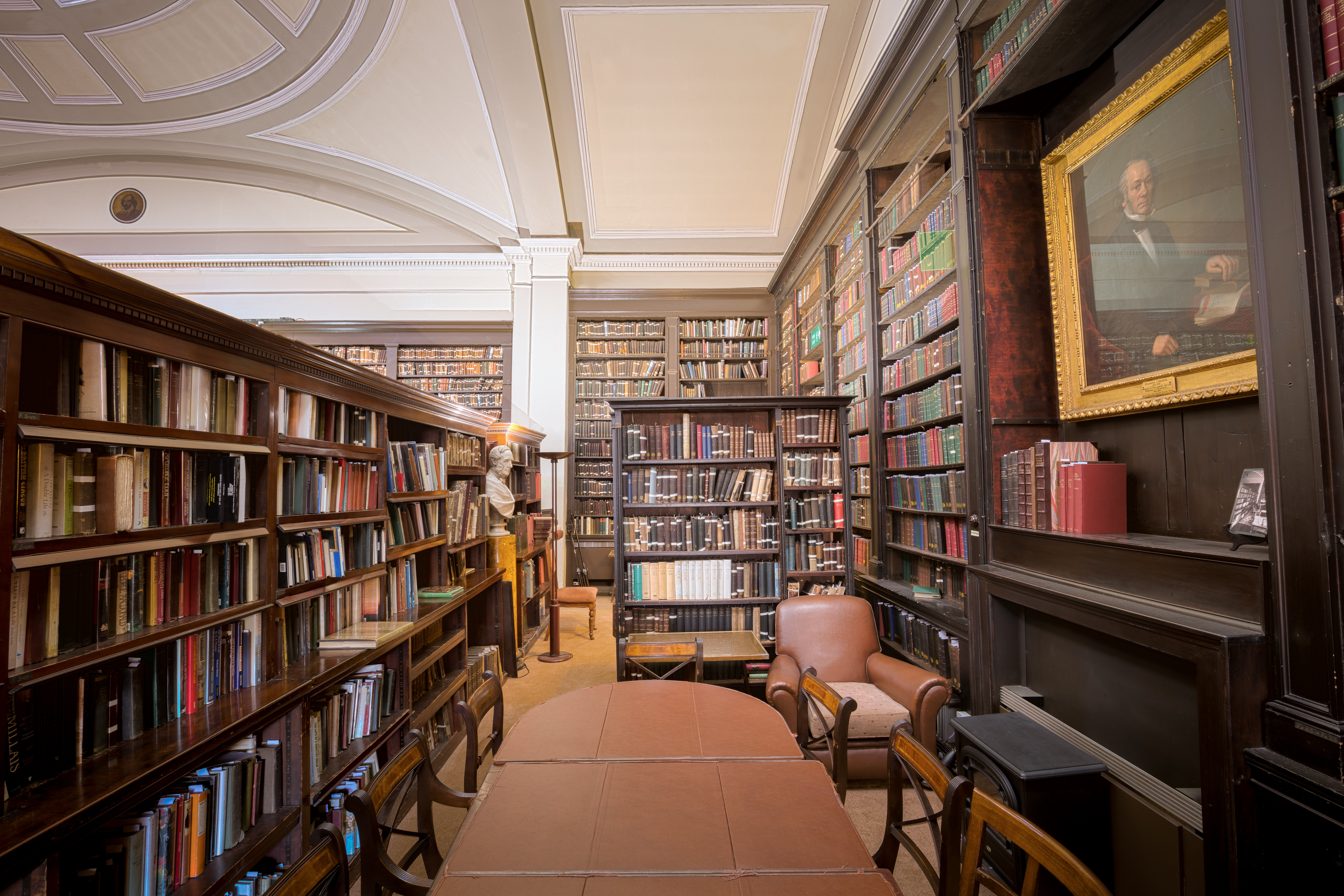
Зона чтения